# Musée de l'automobile de Gdynia
Le musée de l'automobile de Gdynia (en polonais Gdyńskie Muzeum Motoryzacji) est un musée privé consacré aux voitures et motocyclettes anciennes. Le site se trouve à Gdynia, dans le quartier Cisowa. En trois ans suivant son inauguration, le musée a été visité par 32 000 visiteurs.
Le bâtiment qui abrite le musée se trouvait à l'origine dans le port de Gdynia. Le décor intérieur rappelle une ruelle des années 1920. Les pavés proviennent de la rue Starowiejska de Gdynia et les briques viennent de la rue Ogarna de Gdańsk.

## Collections
La collection est constituée de plus de deux cents véhicules (voitures et motocyclettes) restaurés avec le souci du détail. Parmi eux on peut apprécier:
- une Renault NN de 1926
- une DKW de 1935
- trois Mercedes 170V de 1935, 1939 et 1950
- une Buick Master Six (en) de 1925
- une Buick Deluxe de 1931
- une Plymouth Q Four Door de 1928
- une Ford V8 Super Deluxe de 1946
- une Adler Favorit (en) de 1927
- une Mercedes Stuttgart de 1926
- une Bentley Mark VI de 1950
- une Fiat 500 Topolino de 1938
- une Zündapp KS 500
- une Zündapp KS 600
- une Zündapp K 800
- une Indian 341
- une Harley-Davidson WLA
- une Royal Enfield